# Anno 2205
Anno 2205 è un videogioco  di strategia in tempo reale e gestionale pubblicato il 3 novembre 2015 sviluppato dalla Related Designs ed Ubisoft Blue Byte, sesto episodio della serie Anno, in cui il giocatore dovrà costruire e sviluppare sia economicamente sia militarmente una città-stato futuristica. 
Il gioco non è supportato nei testi né nel parlato in lingua italiana ed è presente in tre versioni: Anno 2205 Standard Edition, Anno 2205 Collector Edition e Anno 2205 Gold Edition; gli ultimi due titoli si differenziano dallo standard per la presenza di gadget e contenuti scaricabili.
Messo a capo di una delle fazioni presenti nel gioco (proprio come nei precedenti capitoli) bisogna superare una serie di missioni fino all'esplorazione e alla colonizzazione spaziale. Come Anno 2070 il gioco è collocato in un ipotetico futuro all'anno 2205 con la possibilità di colonizzare la luna.
Il gioco nelle meccaniche si avvicina per similitudine più ai titoli SimCity che agli altri capitoli di Anno, sia per le dimensioni delle isole più grandi dei precedenti sia per la possibilità di collegarle in maniera diretta.

## Trama
Più di 135 anni dopo gli eventi di Anno 2070, nel 2205 una megacorporazione industriale chiamata Global Union sorta dalle ceneri delle precedenti fazioni industriali, la Global Trust e la Eden Initiative,  governa l'intero pianeta con l'aiuto di piccole sue sussidiarie e di un consiglio politico mondiale. Il globo terrestre è ormai privato delle risorse naturali necessari al sostentamento delle varie colonie e città, e la Global Union è decisa a colonizzare zone remote del pianeta come i poli artici, sedi di risorse vergini inutilizzate, e riattuare il programma spaziale di espansione terrestre sulla Luna dimenticato secoli or sono. A contrastare i piani c'è la fazione della Orbital Watch, vecchi colonizzatori terrestri dimenticati da secoli lì sul suolo lunare ma ben sapienti di ciò che accadde sulla terra tempo prima all'apice della vita terrestre pre-catastrofe del 2070. Proprio di questa conoscenza storica la Orbital Watch è contraria all'espansione economica di sfruttamento della Global Union sulla loro patria lunare e si oppone con tutta se stessa mediante azioni su suolo terrestre di terrorismo e guerriglia. Oltre alla contrapposizione armata della Orbital è presente come altra rivale la pacifica fazione degli Arctic Custodian, i custodi dei poli artici terrestri, sorti anni prima come piccola comunità dei pochi sopravvissuti della Eden Initative e dei ricercatori Tech. Mediante la loro conoscenza e la conquista della loro fiducia sarà possibile attuare lo scopo finale di colonizzazione lunare.

## Modalità di gioco
Anno 2205 è un videogioco a tema futuristico. I giocatori assumono il ruolo di leader di una corporazione e devono competere con altre società per lo sviluppo di tecnologie future. All'inizio i giocatori hanno il compito di costruire diverse metropoli sulla Terra e far aumentare la popolazione in base agli edifici costruiti soddisfando contemporaneamente le esigenze dei loro cittadini sia in termini di beni che di cibo. Questa volta le fabbriche di produzione avranno moduli aggiuntivi per migliorare le loro funzioni nonché aggiornarsi per migliorare la loro efficienza.
Quando le richieste dei cittadini della zona dal clima mite sono stati soddisfatti, si sarà in grado di produrre più beni e iniziare a condurre ricerche e altre estrazioni di materiali nelle regioni artiche al fine di trovare il modo economicamente efficiente per lanciare razzi spaziali. Al culmine del progresso economico terrestre i giocatori possono colonizzare la luna e costruire città all'interno dei suoi crateri. Tra le risorse più preziose della luna spicca l'estrazione dell'Elio-3, essenziale per lo sviluppo finale delle città sviluppate finora. 
Anno 2205 comprende anche un ciclo automatico del cambio giorno/notte con diversi effetti visivi senza però interferire attivamente con l'ambiente e la gestione economica.
Il gioco introduce modalità contemporanee di gestione suddividendosi in tre zone: zona dal clima mite, zona Artica e zona lunare. Le risorse disponibili variano da zona a zona così come la loro disponibilità unica dando come risultato la necessità di creare rotte commerciali tra colonie diverse, in modo che le risorse e le materie prime da una città possano essere interscambiate. La zona subacquea conosciuta in Anno 2070 è stato rimossa per l'aggiunta della colonia lunare. I ponti possono essere costruiti come in precedenza per collegare le città ma saranno tecnologicamente più lunghi, mentre gli edifici possono essere aggiornati tramite l'utilizzo di moduli dalle caratteristiche differenti. La felicità dei cittadini influenza visivamente le loro azioni nel gioco. Se sono felici possono essere visti vagare in giro per la città tuttavia, se non lo sono, degraderanno le zone abitative rendendo più ostico lo sviluppo. 
La struttura della storia del gioco è stata anch'essa revisionata, ora i giocatori non sono costretti a completare le missioni entro un determinato tempo o con l'obbligo di avanzare tramite compiti nella campagna, ora si può avanzare in maniera lineare anche senza completarli obbligatoriamente scegliendo cosa fare durante il gioco. 
Differenza sostanziale e la meccanica delle battaglie navali che non saranno più in prossimità della colonia ma invece si svolgeranno lontane in regioni remote apposite e saranno anch'esse opzionali; così come l'espansione e il contatto diretto di scambi commerciali su mappa dei giocatori del computer sono stati rimossi.
Con l'aggiornamento ver. 1.60 ogni fazione può entrare in un mercato azionario. In questa modalità viene aggiunta un'ulteriore difficoltà economica sotto forma di compravendita di azioni e aste tra giocatori, l'uso dello spionaggio industriale e la monopolizzazione dei diversi settori industriali.

## Accoglienza
Il gioco ricevette recensioni contrastanti alla sua uscita. Mentre gran parte delle recensioni elogiavano il gioco per la sua grafica e animazioni, la delusione fu causata dal suo gameplay eccessivamente semplificato se paragonato ai suoi predecessori, la mancanza di mappe generate casualmente, combattimenti solo in missioni secondarie e la mancanza di un multiplayer, limitando così la rigiocabilità del titolo.